# Institute of Physics
Het Institute of Physics (IOP) is een Brits Wetenschappelijk genootschap op het gebied van de natuurkunde. Wereldwijd heeft het IOP ruim 45.000 leden. Het beschikt over een eigen uitgeverij, IOP Publishing, die ruim 60 natuurkundige tijdschriften uitgeeft. Voorbeelden zijn Journal of Physics D en Journal of Physics G. De huidige president is Julia Higgins.
Het IOP is in 1960 ontstaan uit een fusie van de in 1874 opgerichte Physical Society of London en het Institute of Physics (opgericht in 1920).
Het IOP reikt een aantal medailles en prijzen uit.